# Vall dels Alforins
La Vall dels Alforins és un altiplà de gran producció cerealística situat a la confluència de Castella-La Manxa i el País Valencià, entre el terme municipal de Cabdet que actualment pertany a la província d'Albacete, i els de Villena, (ambdós geogràficament de l'Alt Vinalopó), La Font de la Figuera en La Costera i Fontanars dels Alforins en (La Vall d'Albaida), entre els contraforts de la Serra de Beneixama al sud i la Serra del Caporutxo i la Penya Foradada al nord.
Es tracta d'una vall agrícola de secà, considerada a pesar d'això d'un gran interès, ja que a causa de la seua peculiar configuració – parcel·les de dimensió reduïda en les que alternen cultius de cereal, vinya i fruiters, separats per tanques i marges naturals i inclús alguns originals arenals interiors colonitzats per pinedes de pi pinyoner—la convertixen en hàbitat apropiat per a un gran nombre d'espècies de fauna, sobretot xicotetes rapinyaires.

## Història
La Vall dels Alforins és la protagonista d'un dels contenciosos més llargs de tota la història, ja que des de la conquesta cristiana per part de les tropes aragoneses de Jaume I el Conqueridor ha estat disputat entre Cabdet i Villena. Després de la Reconquesta cristiana esdevingut el 1240, la vall quedà en mans de Cabdet i de la Corona d'Aragó, però després del Tractat d'Almizra, firmat el 1244 per Jaume I d'Aragó i l'aleshores infant Alfons, futur Alfons X de Castella, la vall dels Alforins i el terme de Cabdet, a la vegada que el castell i terme de Villena, passen a mans castellanes. En 1304 es firmà el Tractat de Torrellas, pel qual Cabdet i el seu terme passà a la Corona d'Aragó, però els Alforins i Villena romangueren a Castella.
Avançà el segle xiv i Cabdet entrà com a Vila Reial amb vot en Corts del Regne de València, dins de la Corona d'Aragó, i a Villena es va anar gestant el Marquesat homònim. El virrei de València entregà la suficient quantitat de diners perquè Cabdet comprara la vall dels Alforins (any 1355), i que així limités amb el terme d'Ontinyent, del Regne de València, ja que es trobava rodejada completament per possessions castellanes. Villena no va vendre la vall per les seves comunicacions amb el seu Regne de Castella.
Durant la Guerra de Successió, a principis segle xviii, Villena acusà Cabdet d'haver donat suport, igual que la resta de la Corona d'Aragó, a l'Arxiduc Carles d'Àustria, mentre Villena el donà, com tota Castella, a Felip de Borbó. Després de la victòria borbònica, Villena, aconseguí del rei la sobirania de la vila cabdetana que passà a convertir-se en aldea de Villena, dins del regne de Castella. D'aquesta manera Villena va mantindre la seva part de la Vall dels Alforins.
Durant el transcurs del segle xviii Cabdet, a través de mossèn Luis Golf, recuperà la seua independència com a municipi, demanant una part de vall que separava per complet Cabdet de la resta del Regne de València, i per a assegurar-se que Cabdet no tornaria a "traïcionar-li", li imposà la condició que no retornés a València, quedant així ambdues al Regne de Múrcia. Des que Cabdet recuperà la seua independència no parà de reclamar la jurisdicció sobre la vall dels Alforins. Aquest contenciós és per tant un dels més llargs de la història perquè començà en 1355 quan Cabdet volia comprar la vall, i perdura fins a l'actualitat, sense haver-hi sentència dictada a un recurs de Cabdet, molt anterior a aquests darrers esdeveniments.
Quan Villena quedà adscrita a la província d'Alacant en 1836, gran part de la vall dels Alforins tornà al Regne de València, si bé Cabdet quedà apartat de la seua tradició i història valenciana passant a formar part de la província d'Albacete. La zona fou declarada Lloc d'Importància Comunitària en 2007 i forma part de la Xarxa Natura 2000.